# Tabossi
Tabossi ou Villa Tabossi est une localité rurale argentine située dans le département de Paraná et dans la province d'Entre Ríos.

## Démographie et géographie
La population du village, c'est-à-dire sans la zone rurale, s'élevait à 844 habitants en 1991 et à 1 056 en 2001,. La localité dispose d'une bibliothèque, de quatre écoles, d'un centre de travail, d'un club et de la chapelle catholique de Santa Teresita.
Tabossi est situé dans les collines d'Entre Ríos, sur la cucchilla de Montiel, à la jonction des bassins des ríos Paraná et Gualeguay. Le ruisseau Sarandí, du côté du Paraná, et le ruisseau Molle, du côté du Gualeguay, prennent leur source dans les environs et drainent la localité. Les routes provinciales 18 et 32 passent par Tabossi, et la jonction de cette dernière avec la route nationale 18 est à 6 km. La branche désactivée Diamante - Crespo - Federal - Curuzú Cuatiá du chemin de fer General Urquiza traverse la localité, qui a été formée à partir de la gare de Tabossi, inaugurée en 1908. La station a été baptisée du nom d'Enrique Tabossi, qui a fait don du terrain pour la place centrale et les bâtiments publics.

## Histoire
La ville rurale a été fondée le 29 juillet 1908. Le 6 octobre 1987, la législature provinciale a adopté la loi no 7986 approuvant le recensement et l'ejido de la nouvelle municipalité. Le 15 octobre 1987, la municipalité de 2e catégorie a été créée par le décret no 6098/1987 MGJE du gouverneur d'Entre Ríos, remplaçant le conseil d'administration existant. Nelson Brondi a été nommé commissaire municipal.
En 2004, la Chambre des députés de la province d'Entre Ríos a déclaré la Villa Tabossi « capitale provinciale du camionneur », en raison du fait qu'il y a un camion pour 17 habitants. Le festival provincial du camionneur se tient à Tabossi la première semaine de novembre de chaque année.